# Marchando (marcha militar)
"Footsteps"  (en coreano: 발걸음) es una canción dedicada a Kim Jong-un que apareció antes del tema "En adelante Hacia la Victoria Final". La canción fue lanzada el año 2009 mientras su padre (Kim Jong-il) estaba vivo, antes de que Kim Jong-un tuviera una posición formal. El compositor es Ri Jong-oh.

## Letra
La canción llama a seguir "Los pasos de nuestro general Kim". La canción empieza:
Marchando Marchando

the footsteps of our General Kim

spreading the spirit of February

tramp tramp tramping onwards
Según Yonhap, "General Kim" parece ser una referencia a Kim Jong-un y febrero es el mes de nacimiento de su padre. Otra parte de la letra:
Footsteps, Footsteps

spreading out further the sound of a brilliant future ahead

tramp, tramp, tramp, ah, footsteps